# Chasmanthera dependens
Chasmanthera dependens är en tvåhjärtbladig växtart som beskrevs av Ferdinand von Hochstetter. Chasmanthera dependens ingår i släktet Chasmanthera och familjen Menispermaceae. Inga underarter finns listade i Catalogue of Life.